# Télévision syrienne
La Télévision syrienne, ou Syrian TV (en arabe : القناة الفضائية السورية), également connue sous le nom de Syrian Satellite Channel, est la principale chaîne de la télévision d'État en Syrie, gérée l'Organisation de la radio et de la télévision arabe syrienne (ORTAS) et basée à Damas depuis 1995,. Elle était diffusée dans le monde entier sur divers satellites jusqu'en 2012.

## Histoire

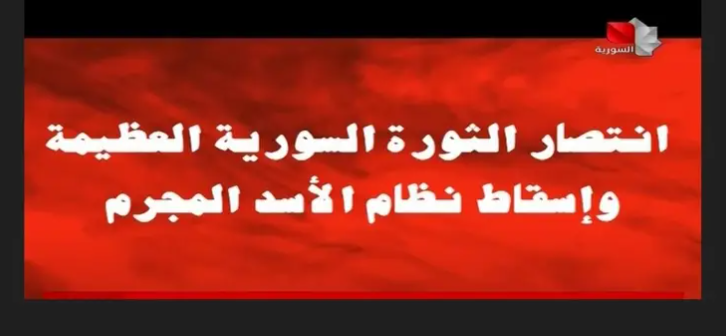
« Victoire de la grande révolution syrienne et chute du régime criminel d'Assad » sur Syrian TV après la chute de Damas aux mains du HTS. Ce fut sa seule diffusion pendant plusieurs heures.

Le 26 mai 2013, les forces de l'opposition ont attaqué l'équipe de télévision syrienne près du village d'al-Daba'a dans la campagne d'al-Qusayr dans la province de Homs, blessant le caméraman Asem al-Shaar.
Le 8 décembre 2024, à 5h30 du matin, alors que Damas est prise par les rebelles lors de l'offensive rebelle, les forces de l'opposition prennent le contrôle de la chaîne et annoncent en direct la chute du régime Assad,.
Le 11 décembre 2024, l'ORTAS, désormais sous contrôle de l'opposition syrienne, modifie le logo de la télévision d'État, passant du rouge, au vert. Elle cesse aussi d'émettre.

Logo de la Télévision syrienne jusqu'au 11 décembre 2024.
Logo de la Télévision syrienne depuis le 11 décembre 2024.

Le 15 décembre 2024, la diffusion sur le site Internet de l'ORTAS est temporairement suspendue.

## Programmes
La télévision syrienne propose une variété de programmes d’intérêt général.
- Feuilletons syriens (مسلسلات سوريا دراما)
- Aalam men Akhbar (Un monde d'actualités, عالم من الأخبا)
- Jilna (Notre génération, جيلنا)
- Sabah al Khair (Bonjour, صباح الخير)
- Al-Nas lel Nas (Des gens pour des gens, الناس للناس)
- Hamzet Wasel (Lien de connexion, همزة وصل)
- Al-Balad Baladak (Le pays est votre pays, البلد بلدك)
- Mulaeb al Ghad (Le joueur de demain, ملاعب الغد)
- Huna Dimashq (Voici Damas, هنا دمشق)
- Nahja Maan (Vivre ensemble, نحيا معا)
- Al-Muwaten w el-Wazeer (Le citoyen et le ministre, المواطن و الوزير)
- Hadis Al-Balad (Conversation de la ville, حديث البلد)
- Bath Mubashar (diffusion en direct, بث مباشر)

La plupart des programmes sont en arabe. Il existe également un certain nombre de programmes en anglais et quelques bulletins d'information en anglais, en français, en espagnol, en russe et récemment en turc.